# Graues Kloster

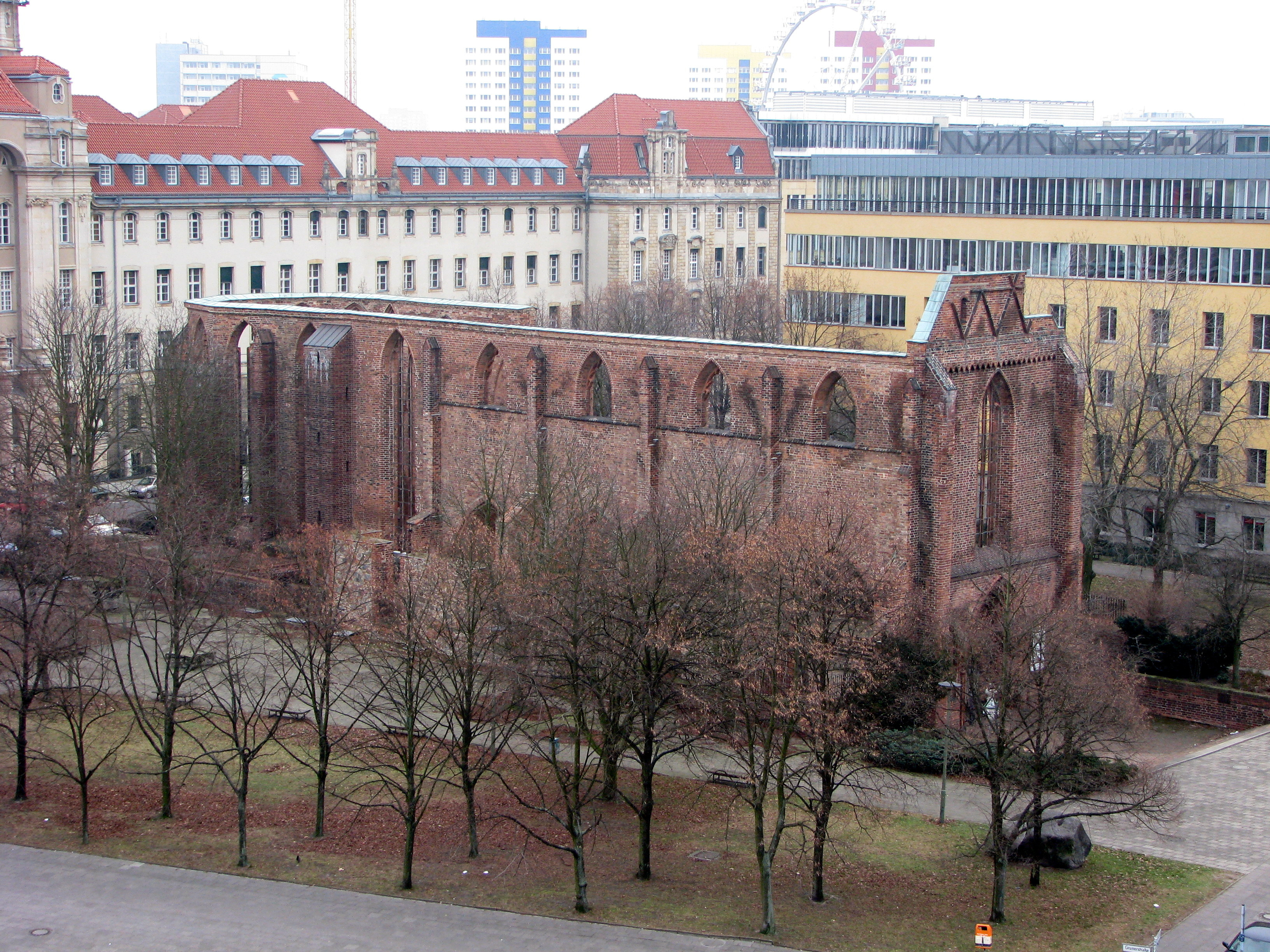
Klosterkyrkoruinen

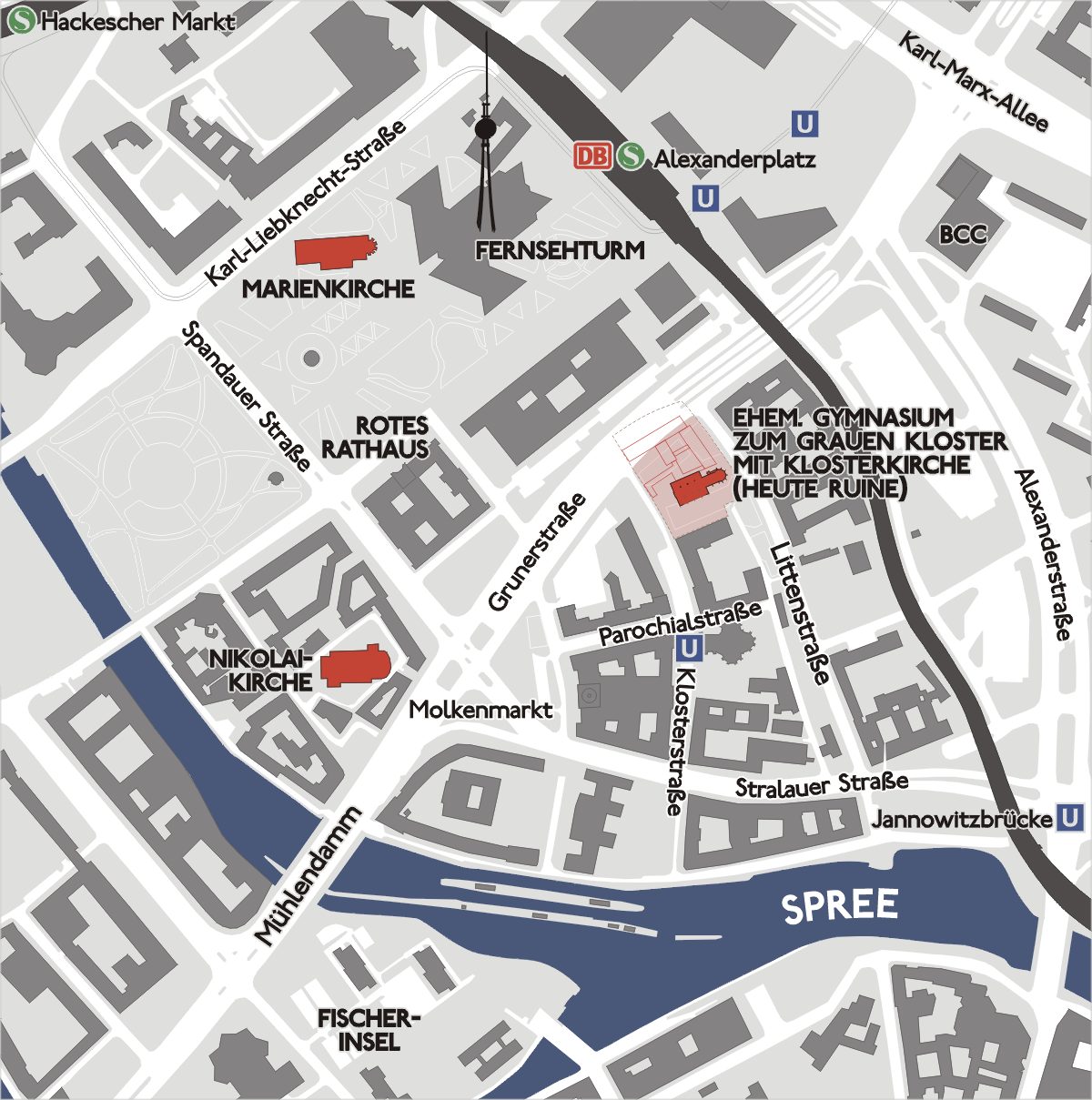
Klosterruinens läge i stadsdelen Mitte i Berlin.

Graues Kloster var ett kloster tillhörande Franciskanorden i Berlin, beläget i den medeltida stadskärnan vid nuvarande Klosterstrasse strax söder om Alexanderplatz. Byggnaderna förstördes under andra världskriget och av klostret återstår idag ruinen av klosterkyrkan.

## Historia

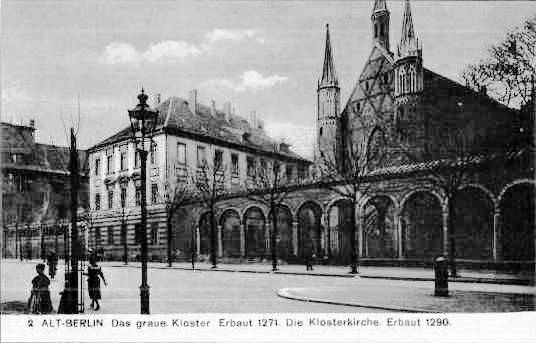
Klostret omkring år 1910.

De första skriftliga beläggen för franciskanernas närvaro i Berlin är enligt 1500-talskrönikören Andreas Angelus från 1249, och rester av franciskanernas första romanska kyrka har grävts ut på nuvarande Spandauer Strasse 49 i Nikolaiviertel. Namnet Graues Kloster syftade enligt Angelus på de grå munkkåporna som franciskanerna bar. Ett ordenskapitel för franciskanordens sachsiska ordensprovins hölls i Berlin 1252.
Markgrevarna Otto V och Albrekt III av Brandenburg skänkte 1271 en tomt i Berlins utkant till klostret, belägen i närheten av det dåvarande markgrevliga residenset (Hohes Haus) och intill den medeltida stadsmuren vid Littenstrasse, vars rester fortfarande idag är synliga här. 1290 erhöll klostret även ett tegelbruk i gåva av riddaren Jakob von Nybede och därigenom kunde en ny klosterbyggnad påbörjas. Resterna av tegelbruket har senare hittats vid norra sidan av berget Kreuzberg. 
Klostrets munkar hade tiggarprivilegier i Berlin och närliggande städer och gynnades genom donationer av markgrevarna och staden Berlins borgerskap. Många inflytelserika Berlinbor begravdes i klostret. Ludvig Romaren, den förste kurfursten av Brandenburg och son till kejsaren Ludvig IV, begravdes i klosterkyrkan 1365.
Klostret upplöstes efter reformationen i Brandenburg 1539 av kurfursten Joakim II av Brandenburg, och egendomarna drogs in vid sekulariseringen. Efter att den siste franciskanermunken avlidit 1571, grundades 1574 Gymnasium zum Grauen Kloster, Berlins äldsta skola, i klosterbyggnaderna. Vid skolan verkade bland andra Johann Crüger, Johann Gustav Droysen, Friedrich Schleiermacher och Friedrich Ludwig Jahn som lärare, och till skolans mest berömda elever hör rikskanslern Otto von Bismarck, arkitekten Karl Friedrich Schinkel, fysiknobelpristagaren Hans Georg Dehmelt och filosofen Alexander Gottlieb Baumgarten.
I klosterbyggnaderna hade i slutet av 1500-talet Leonhard Thurneysser (1531–1596) sin tjänstebostad, sitt laboratorium och tryckeri. Thurneysser var kurfurst Johan Georg av Brandenburgs livläkare och även verksam som alkemist.
Kyrkan gällde länge som en av Berlins största bevarade byggnader i tegelgotik. Under andra världskriget förstördes klostret vid bombangreppen mot Berlin, och medan klosterkyrkan bevarades som ruin och minnesmärke över kriget revs de övriga byggnadsresterna efter beslut av Östberlins myndigheter under 1960-talet. På platsen för klostret finns idag förutom kyrkoruinen en park och en trafikled (Bundesstrasse 1, Grunerstrasse). Klosterskolan startade sedermera på nytt i Västberlin och har sedan 1963 sina lokaler i stadsdelen Schmargendorf. I modern tid finns två franciskankloster på andra platser i Berlin. 2013-2014 genomfördes arkeologiska utgrävningar av klosterområdet.